# Солдано
Солдано (итал. Soldano) је насеље у Италији у округу Империја, региону Лигурија.
Према процени из 2011. у насељу је живело 664 становника. Насеље се налази на надморској висини од 93 м.

## Становништво
Према резултатима пописа становништва 2011. у општини је живело 985 становника.
| 1931. | 1936. | 1951. | 1961. | 1971. | 1981. | 1991. | 2001. | 2011. |
| ----- | ----- | ----- | ----- | ----- | ----- | ----- | ----- | ----- |
| 567   | 558   | 581   | 636   | 581   | 622   | 695   | 837   | 985   |